# 오스트레일리아 통계청
오스트레일리아 통계청(Australian Bureau of Statistics, ABS)은 오스트레일리아 정부에 조언하기 위해 경제, 인구, 환경 및 사회 문제에 대한 통계를 수집하고 분석하는 오스트레일리아의 정부 기관이다.
국의 기능은 오스트레일리아 연방 이후 4년 후인 1905년에 설립된 연방 인구통계국에서 시작되었다. 1975년에 현재의 이름을 갖게 되었다. ABS는 5년마다 오스트레일리아의 인구 및 주택 인구 조사를 실시하고 그 결과를 온라인에 게시한다.

## 같이 보기
- 오스트레일리아의 인구